# Бабаева, Мядина Рустам кызы
Мядина (Мадина) Рустам кызы Бабаева (азерб. Mədinə Rüstəm qızı Babayeva; 10 июля 1920, Тазакенд, Ленкоранский уезд — 5 июня 1973, Тазакенд, Джалилабадский район) — советский азербайджанский табаковод, Герой Социалистического Труда (1950).

## Биография
Родилась 10 июля 1920 года в селе Тазакенд Ленкоранского уезда Азербайджанской ССР (ныне Джалилабадский район).
Трудилась в колхозе имени Азизбекова Джалилабадского района звеньевой. В 1949 году получила урожай табака сорта «Трапезонд» 25,1 центнер с гектара на площади 3 гектара.
Указом Президиума Верховного Совета СССР от 17 августа 1950 года за получение высоких урожаев табака в 1949 году Бабаева Мядина Рустам кызы присвоено звание Героя Социалистического Труда с вручением ордена Ленина и золотой медали «Серп и Молот».
Скончалась 5 июня 1973 года в селе Тазакенд Джалилабадского района.